# Титовка (Черниговская область)
Титовка (укр. Титівка) — село в Нежинском районе Черниговской области Украины. Население 135 человек. Занимает площадь 0,533 км².
Код КОАТУУ: 7423381907. Почтовый индекс: 16625. Телефонный код: +380 4631.

## Власть
Орган местного самоуправления — Вертиевский сельский совет. Почтовый адрес: 16624, Черниговская обл., Нежинский р-н, с. Вертиевка, ул. Ленина, 126. Тел.: +380 (4631) 6-81-35; факс: 6-81-72.